# Rhyacia diplogramma
Rhyacia diplogramma är en fjärilsart som beskrevs av George Francis Hampson 1903. Rhyacia diplogramma ingår i släktet Rhyacia och familjen nattflyn. Inga underarter finns listade.